# Owen Tudor (1400-1461)
Owain ap Maredudd (conocido también por Owain ap Maredudd ap Tudur u Owen Tudor) (c. 1400-2 de febrero de 1461) fue un soldado galés y cortesano, descendiente directo del Señor de Rhys Rhys ap Gruffydd, aunque es solamente recordado por su papel en la fundación de la Dinastía Tudor y por su relación con Catalina de Valois (Catalina de Francia), viuda del rey Enrique V de Inglaterra.
De alguna manera, Owain anglificó su nombre del galés Owain ap Maredudd al de Owen Tudor, tomando el nombre de su abuelo que le era más familiar y sencillo que el de su padre.

## Antepasados
Owen descendía de Rhys ap Gruffydd (1132-1197). Rhys tenía una hija, Gwenllian ferch Rhys que estaba casada con Ednyfed Fychan, senescal del Reino de Gwynedd (fallecido en 1246).
Fueron padres de Goronwy, Señor de Tref-Gastel (fallecido en 1268) que se casaría con Morfydd ferch Meyric, hija de Meuric de Gwent. Meuric era hijo de Ithel, nieto de Rhydd y biznieto de Iestyn ap Gwrgant. Iestyn había sido el último rey de Gwent (1081-1091) antes de su conquista por los normandos.
Goronwy y Morfydd fueron los padres de Tudor Hen, Señor de Penmynydd (fallecido en 1311). Se casó con Angharad ferch Ithel Fychan, hija de Ithel Fychan ap Ithel Gan, Señor de Englefield. Ellos fueron los padres de Goronwy Ap Tudor, Lord de Penmynydd (fallecido en 1331).
Goronwy se casó a su vez con Gwerfy ferch Madog, hija de Madog ap David, barón de Hendwr. Ellos fueron los padres de Tudor Fychan, Lord de Pemmynydd (fallecido en 1367).
Tudor se casó con Margarita ferch Thomas, hija de Thomas ap Llewellyn, Señor de Iscoed, Gales del sur y de su esposa Leonor ferch Philip. Sus abuelos paternos eran Llewellyn ap Owain, Lord de Gwynnionith y Leonor de Bar, hija de Enrique III, conde de Bar (c. 1262-1302) y de Leonor de Inglaterra. Leonor era hija de Eduardo I de Inglaterra y Leonor de Castilla. Los abuelos maternos de Margarita fueron Felipe ap Ifor, Señor de Iscoed y Catalina ferch Llywellyn, hija reconocida de Llywelyn el Último Rey y Leonor de Montfort.
Tudor y Margarita fueron los padres de Maredudd ap Tudor (fallecido en 1406), que contrajo matrimonio con Margarita ferch Dafydd. Margarita era hija de Dafydd Fychan, Lord de Angleysey y de su esposa Nest ferch Ieuan.
Maredudd y Margarita eran los padres de Owen.

## Matrimonio (¿¿invalidado o relación??) e hijos
Owen fue asignado al servicio de Catalina de Valois tras el fallecimiento de su consorte Enrique V de Inglaterra el 22 de agosto de 1422. La reina vivió inicialmente con su hijo, el futuro Enrique VI antes de mudarse a Wallingford Castle, donde se llevó a Owen. Catalina abandonó la corte cuando los regentes, Juan de Lancaster y Hunfredo de Gloucester, hermanos de Enrique V, le negaron el permiso para casarse con el duque de Somerset. La documentación referente al matrimonio de Owen y Catalina en 1429 no ha sobrevivido. El Parlamento había emitido una resolución en 1428 prohibiendo el matrimonio de las reinas viudas sin autorización expresa del rey, por lo que el matrimonio de Owen y Catalina pudo haber sido legalmente inválido. Con el tiempo, Enrique VI concedería el título de conde a sus dos medio hermanos Tudor.

## Descendencia
Owen Tudor y Catalina tuvieron cinco hijos: 
- Lady Tacinda Tudor (c. 1425-por mayo de 1469). Posteriormente ella se casó con Reginald Grey, séptimo barón Grey de Wilton (c. 1420-22 de febrero de 1493/1494. Reginald es solo conocido como el esposo de Tomasa Beaufort, hija ilegítima de Juan Beaufort, I duque de Somerset y medio hermana de Margarita Beaufort.
- Tomas Tudor (6 de noviembre de 1429-1501/1502). Profesó como monje de la Abadía de Westminster. Algunas fuentes lo identifican a él como un joven Owen Tudor. Creyéndose que tuvo un alias usando el de Edward Bridgewater por razones desconocidas.
- Edmundo Tudor 1.er conde de Richmond (c. 1430-1 de noviembre de 1456). Después casado con Margarita Beaufort. De ellos su hijo llegaría a ser el Rey Enrique VII de Inglaterra.
- Jasper Tudor, duque de Bedford y conde de Pembroke (c. 1431-21 de diciembre/26, 1495). Después se casaría con Catalina Woodville, hija de Ricardo Woodville Primer conde de Rivers y de Jacquetta de Luxemburgo.
- Catalina Tudor. Algunas fuentes le ponen el nombre de Margarita Tudor. Se cree que murió muy joven.
- Una hija de nombre incierto. Llegaría a ser monja de acuerdo a Polidoro Virgilio, el único que la menciona.

El 3 de enero de 1437, Catalina falleció en un parto. Owen tuvo además un hijo ilegítimo: 
- Sir David Owen (Pembroke Castle, 1459-1535). Más tarde adquirió Southwick Court en Wiltshire antes de casarse. Contrajo matrimonio por primera vez con María de Bohun, una heredera que aportó con ella la propiedad de Cowdray en Sussex, hija de Sir John de Bohun de Midhurst y de su esposa Ana Arden. Su segundo matrimonio fue con Ana Blount, hija de Sir Guillermo Blount y de su esposa Margarita Etchingham. Se casó por tercera vez con Ana Devereux, presumiblemente por ser una hija de John Devereux, Lord Ferrers de Chartley y de su esposa Cecilia Bourchier. Esta sepultado en la iglesia del priorado de Easebourne, alrededor de Midhurst.Tuvo cuatro hijos de su primer matrimonio.

Después del fallecimiento de Catalina, Owen Tudor fue encarcelado en el Castillo de Wallingford, pero después liberado.

## Actividades en las Guerras de las Dos Rosas
Owen estuvo posteriormente envuelto en la Guerras de las Dos Rosas (1455-1487) entre la Casa de Lancaster y la Casa de York, y fue una de las primeras bajas relevantes.
El 2 de febrero de 1461, como hombre de mayor edad, Owen lideró a las fuerzas de Lancaster en la Batalla de Mortimer's Cross en contra de Eduardo de March. Sus fuerzas fueron derrotadas y Owen fue posteriormente decapitado en Hereford junto a otros prisioneros. Se dice que estaba a la espera de un indulto a causa de su relación con la familia real. Owen al parecer no aceptó su muerte hasta que el cuello de su jubón fue arrancado por el verdugo. En este punto se ha llegado a decir que: "la cabeza que solía residir en el regazo de la reina Catalina, ahora se encuentra en la cesta del verdugo".
Enrique Tudor, nieto galés de Owen llegaría a convertirse en rey como Enrique VII y fundador de la dinastía Tudor tras derrotar a Ricardo III en Bosworth Field en el año 1485. Aunque la Guerra de las Dos Rosas había concluido oficialmente en 1471, el supuesto asesinato de los Príncipes de la Torre por Ricardo III junto con la invalidación del matrimonio (luego anulada) de Eduardo IV e Isabel Woodville, llevó al pueblo inglés a apoyar al último heredero por línea masculina de Eduardo III, Enrique Tudor.
Entre los descendientes de Sir Owen se puede mencionar a Carlos I de Inglaterra, Oliver Cromwell, Juan Carlos I de España e Isabel II de Inglaterra.